# Citroën C4 Picasso
Der C4 Picasso ist ein Kompaktvan mit fünf oder als Grand C4 Picasso ein Van mit fünf oder sieben Sitzen des französischen Herstellers Citroën. In der Modellpalette des Herstellers rangierte der C4 Picasso zwischen dem C3 Picasso und dem größeren Van Citroën C8. Ab Herbst 2009 gab es von der Konzernschwester Peugeot das Modell 5008 auf der gleichen Plattform.
Im Frühjahr 2018 gab Citroën bekannt, alle Vans mit dem zusätzlichen Namen SpaceTourer zu kennzeichnen. Seitdem wurde das Fahrzeug als C4 SpaceTourer und Grand C4 SpaceTourer vermarktet. Nachdem der SpaceTourer bereits 2020 eingestellt worden war, wurde im April 2022 auch die Einstellung des Grand SpaceTourer bekannt gegeben.

## C4 Picasso/Grand Picasso (2006–2013)
| Sterne im Euro-NCAP-Crashtest |

Die erste Generation wurde auf der Mondial de l’Automobile vom 15. bis 30. September 2006 als Weltpremiere vorgestellt. Im März 2007 erfolgte die Einführung des fünfsitzigen Modells. Der Siebensitzer wird seitdem als Grand C4 Picasso vertrieben und ist auch als Fünfsitzer erhältlich.

### Besonderheiten
Eine Besonderheit ist die Panorama-Windschutzscheibe, die bis in das Dach hineinragt und den Blickwinkel von normalen 35 Grad auf 70 Grad erweitert. Dabei kann eine Jalousie als Blendschutz herausgezogen werden. Zusätzlich gibt es ein optional erhältliches, über einen Quadratmeter großes Panorama-Glasdach. Eine elektrische Parkbremse, die beim Ausschalten des Motors selbsttätig anzieht, und ein optionales automatisiertes und elektrohydraulisches Sechsgang-Schaltgetriebe (EGS6) schaffen mehr Platz zwischen den vorderen Plätzen, da der Schalt- und der Handbremshebel entfallen.
Die pneumatische Federung an der Hinterachse (nur in der Exclusive-Ausstattung) soll für hohen Fahrkomfort sorgen und stellt sicher, dass die Bodenfreiheit auch bei hoher Zuladung immer konstant bleibt. Auch schon aus dem Citroën C4 bekannt, kommt hier der Innenraum-Parfümspender zum Einsatz. Der AFIL-Spurhalteassistent warnt den Fahrer durch ein Vibrieren im Sitz, wenn er eine Fahrbahnmarkierung überquert, ohne den Blinker betätigt zu haben. Zudem gibt es optional einen Parklückendetektor, der eine passende Parklücke erkennt und die Schwierigkeit des Einparkmanövers anzeigt.
Ebenfalls neu am C4 Picasso ist eine automatische Tankklappe, die sich per Tastendruck öffnet und den Schraubverschluss durch einen Klappverschluss ersetzt. Die optional erhältliche automatische Klimaanlage hat eine „Rest-Funktion“ der Lüftungsanlage, die bei abgestelltem Motor je nach Batterieladezustand noch bis zu acht Minuten aktiv bleibt.

### Ausstattungen und Preise in Deutschland
Insgesamt standen drei Ausstattungsvarianten, vom einfachen Basismodell bis hin zum luxuriösen Topmodell, zur Verfügung: Advance, Tendance und Exclusive. Die Preise begannen bei 21.350 € (C4 Picasso Advance) bzw. 22.550 € (Grand C4 Picasso Tendance) und endeten beim Dieselmotormodell HDi 135 Exclusive für 32.350 € (ohne Sonderausstattung).
Vom Marktstart im Herbst 2006 war bis Mitte 2007 auch noch eine vierte beziehungsweise fünfte Ausstattung erhältlich: Comfort oder Style. Diese wurden jedoch vom Markt genommen, da sie in weiten Teilen den Ausstattungen Advance oder Tendance entsprachen.

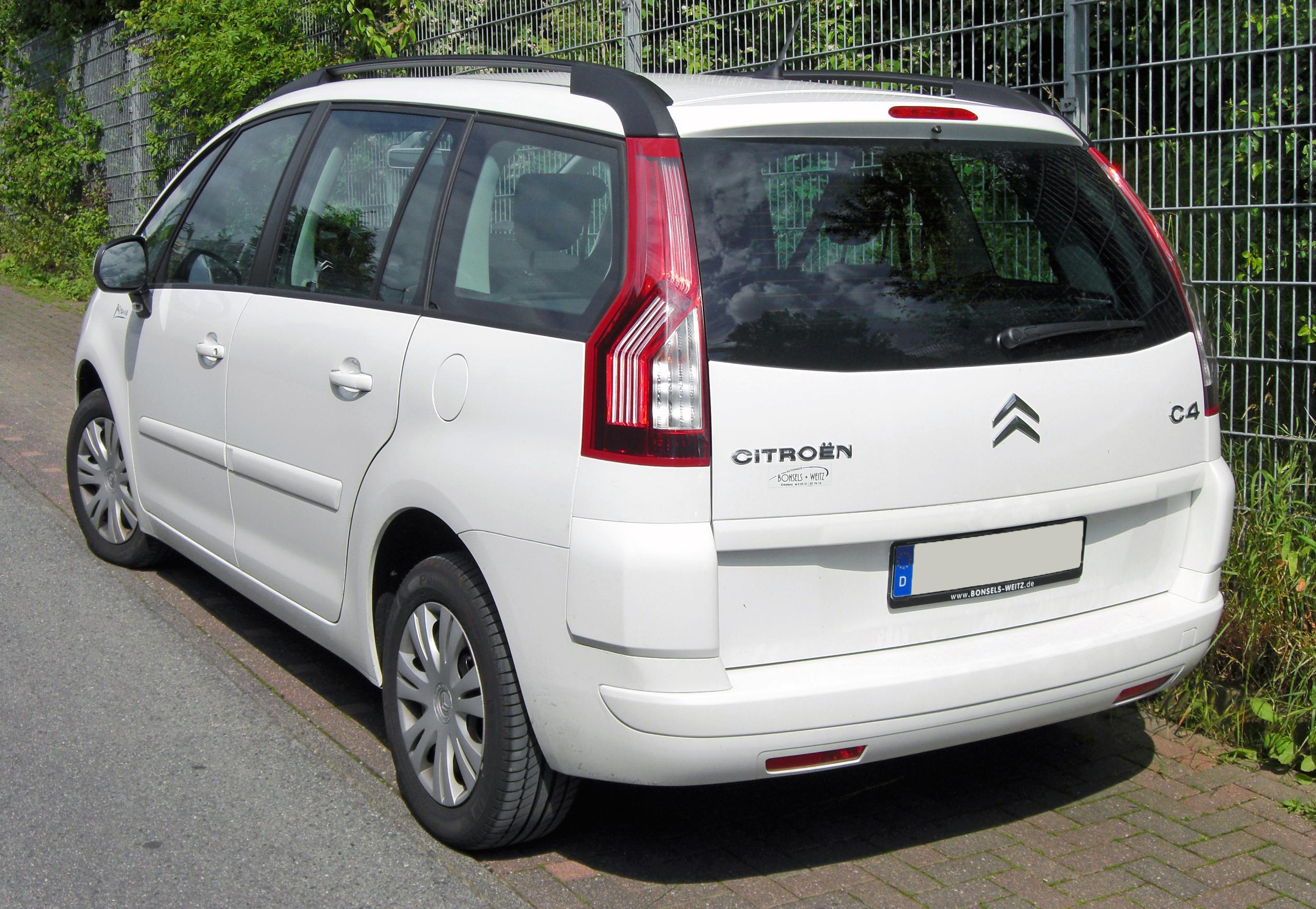
Heckansicht
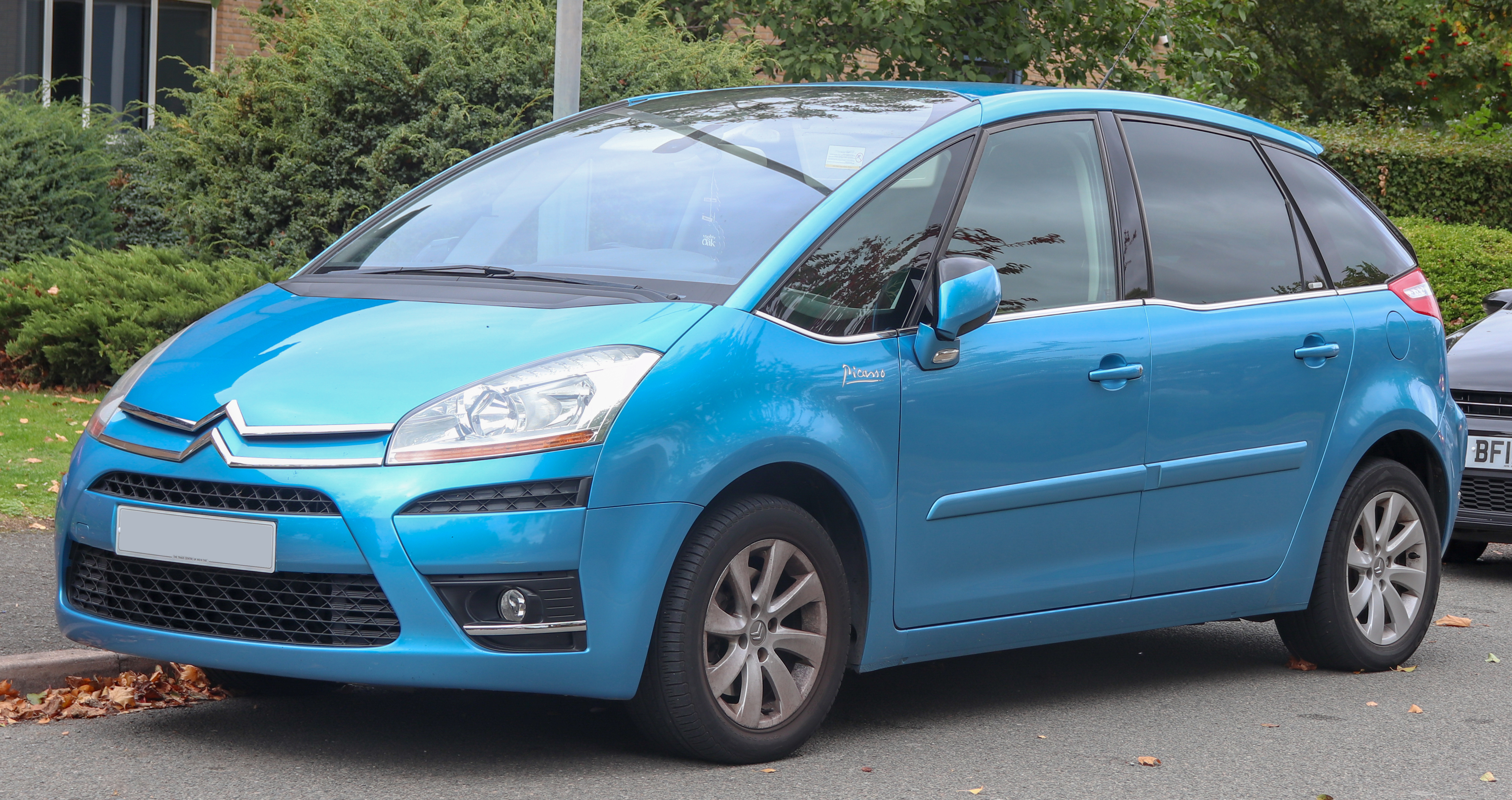
Citroën C4 Picasso (2007–2010)
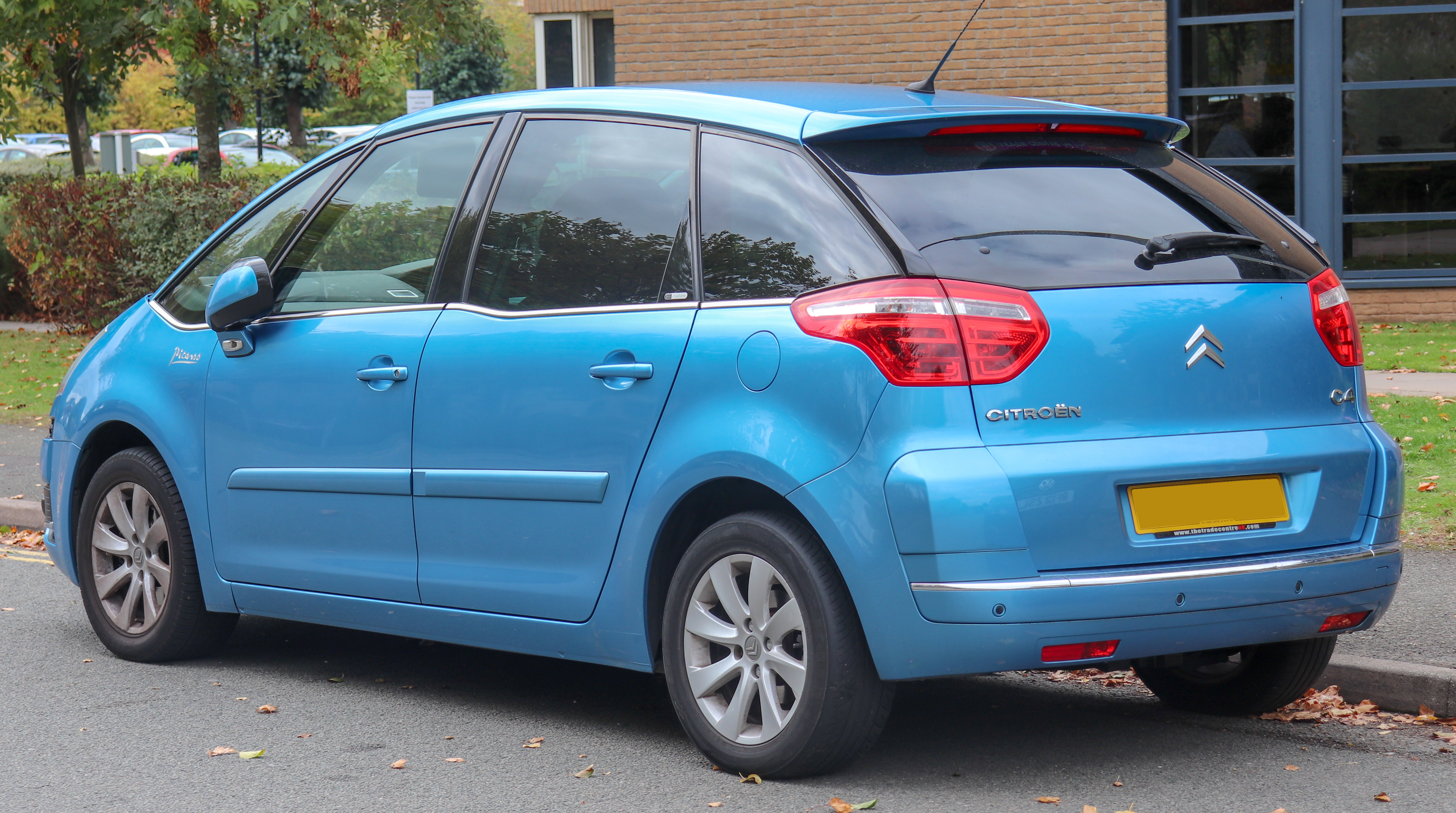
Heckansicht

### Modellpflege
Im September 2010 wurden C4 Picasso und Grand Picasso einer Modellpflege unterzogen. Außerdem wurden ein Ottomotor (1.6 THP mit 115 kW) und zwei Dieselmotoren (1.6 HDi mit 82 kW und 2.0 HDI mit 120 kW) überarbeitet bzw. eingeführt.

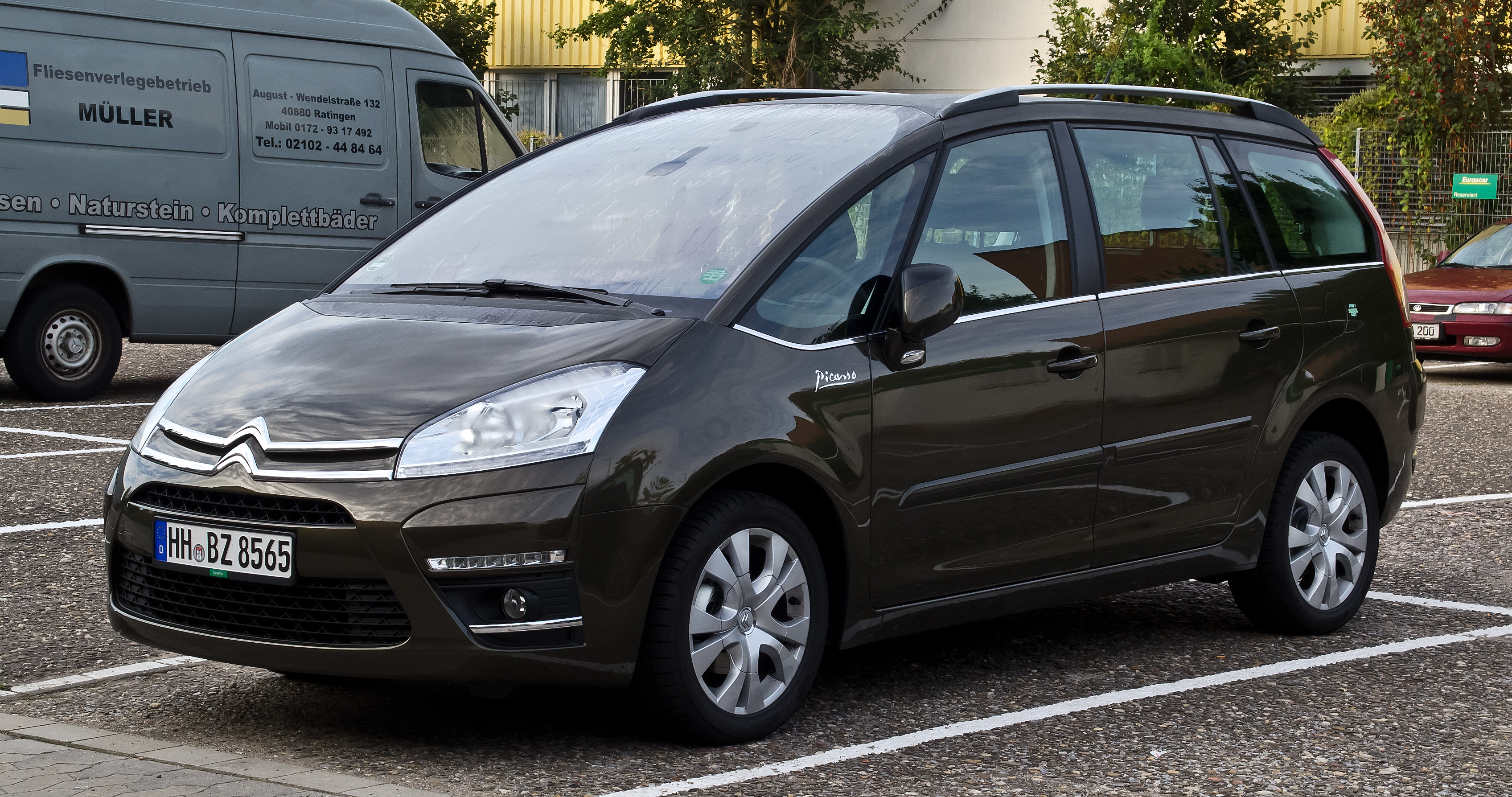
Citroën Grand C4 Picasso (2010–2013)
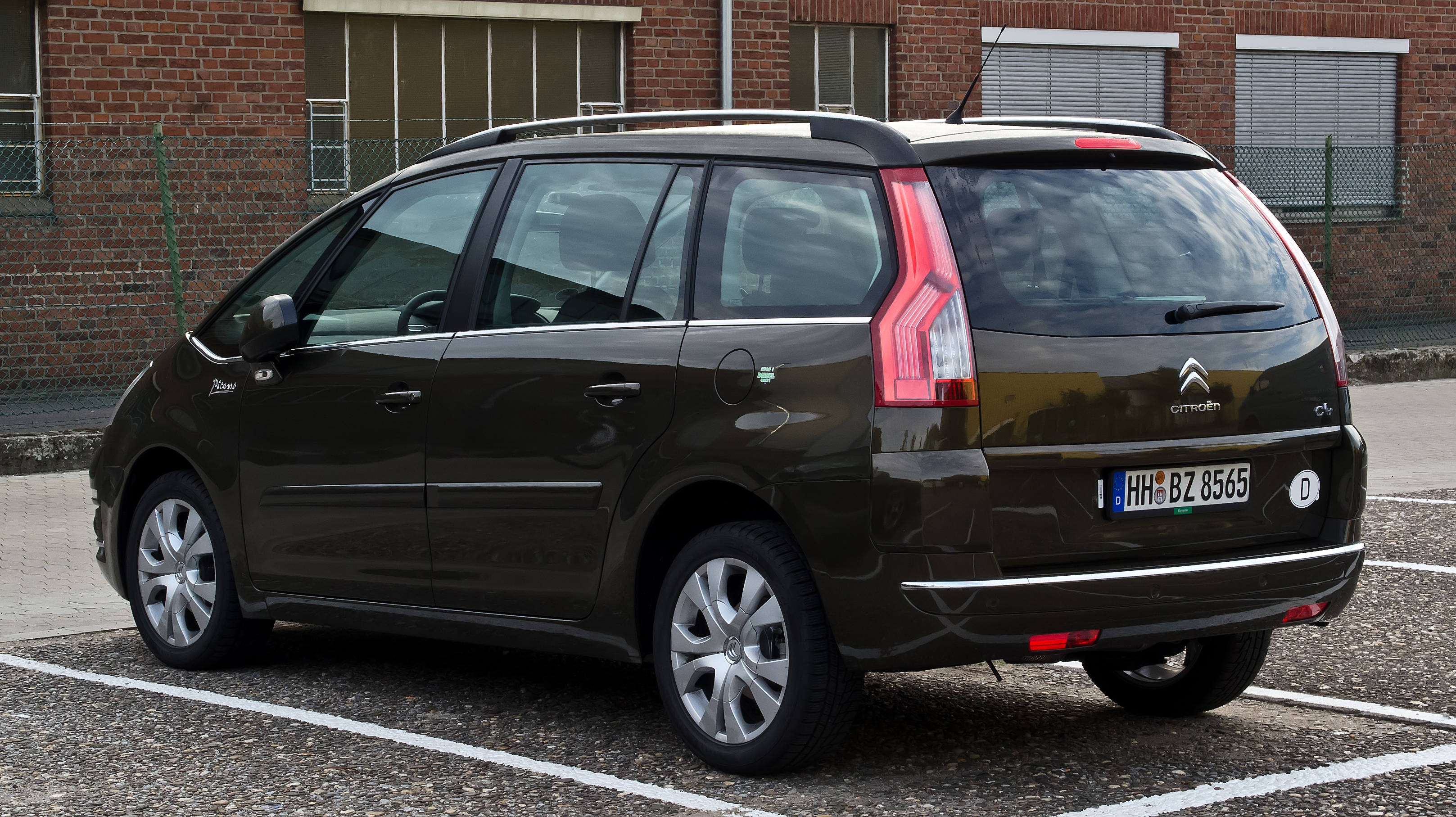
Heckansicht
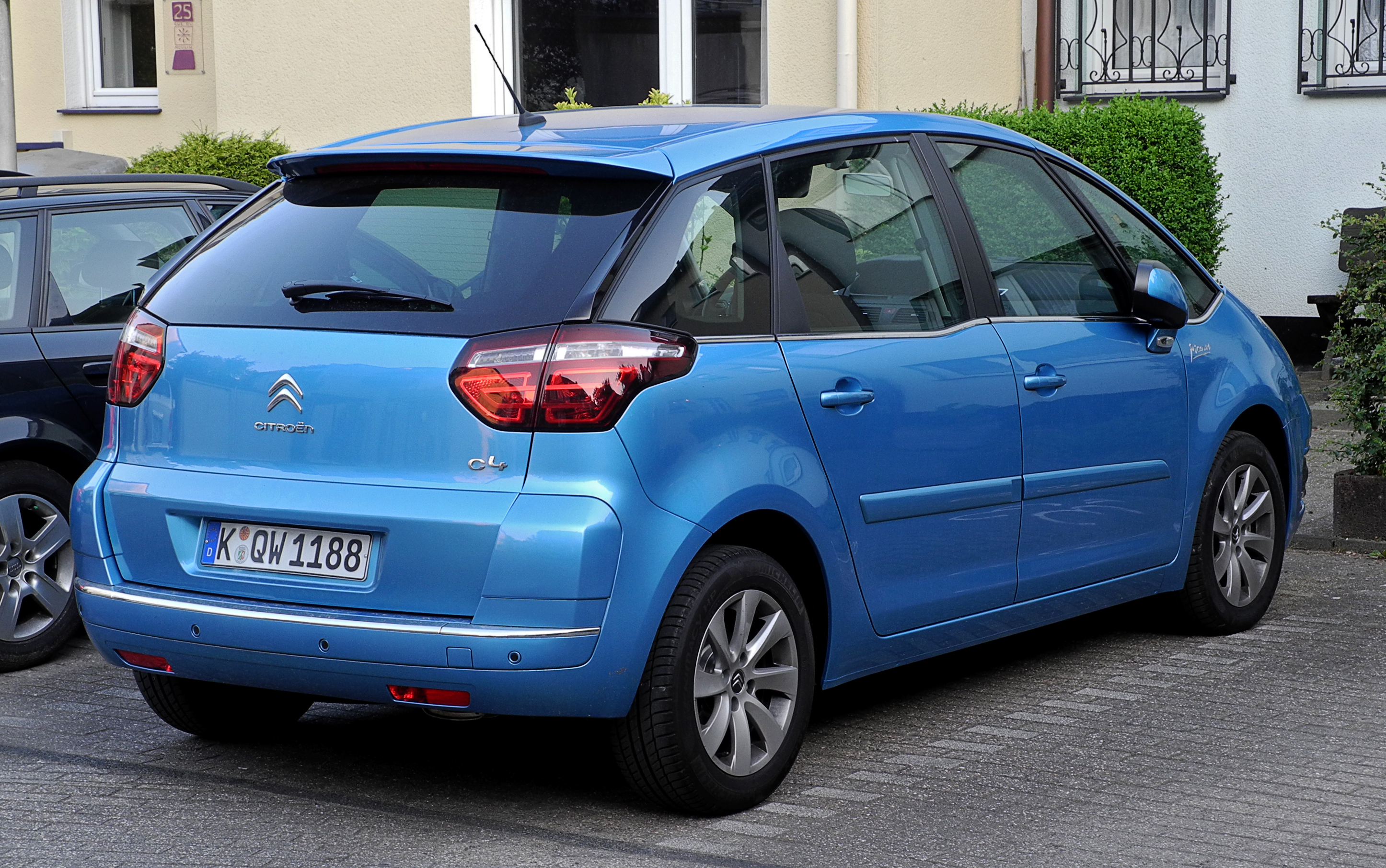
Citroën C4 Picasso (2010–2013)

### Motoren
| Modell        | Motorart    | Motorbauart | Hubraum  | max. Leistung   | max. Drehmoment          | Getriebe                                                                 | Bauzeit         |
| ------------- | ----------- | ----------- | -------- | --------------- | ------------------------ | ------------------------------------------------------------------------ | --------------- |
| VTi 120 (1)   | Ottomotor   | R4          | 1598 cm³ | 88 kW (120 PS)  | 160 Nm bei 4250/min      | 5-Gang-Schaltgetriebe                                                    | 07/2008–03/2013 |
| THP 140       | Ottomotor   | R4          | 1598 cm³ | 103 kW (140 PS) | 240 Nm bei 1400/min      | 4-Stufen-Automatikgetriebe AL4                                           |                 |
| THP 150       | Ottomotor   | R4          | 1598 cm³ | 110 kW (150 PS) | 240 Nm bei 1400–4000/min | automatisiertes 6-Gang-Getriebe EGS6                                     | 07/2008–08/2010 |
| THP 155       | Ottomotor   | R4          | 1598 cm³ | 115 kW (156 PS) | 240 Nm bei 1400/min      | automatisiertes 6-Gang-Getriebe EGS6                                     | 07/2010–03/2013 |
| 1.8 16V       | Ottomotor   | R4          | 1749 cm³ | 92 kW (125 PS)  | 170 Nm bei 3750/min      | 5-Gang-Schaltgetriebe                                                    | 09/2006–06/2008 |
| 2.0 16V       | Ottomotor   | R4          | 1997 cm³ | 103 kW (140 PS) | 200 Nm bei 4000/min      | automatisiertes 6-Gang-Getriebe EGS6 oder 4-Stufen-Automatikgetriebe AL4 | 09/2006–08/2010 |
| HDi 110 FAP   | Dieselmotor | R4          | 1560 cm³ | 80 kW (109 PS)  | 240 Nm bei 1750/min      | automatisiertes 6-Gang-Getriebe EGS6 oder 5-Gang-Schaltgetriebe          | 09/2006–08/2010 |
| e-HDi/HDi 110 | Dieselmotor | R4          | 1560 cm³ | 82 kW (112 PS)  | 270 Nm bei 1750/min      | automatisiertes 6-Gang-Getriebe EGS6 oder 6-Gang-Schaltgetriebe          | 09/2010–03/2013 |
| HDi 135 FAP   | Dieselmotor | R4          | 1997 cm³ | 100 kW (136 PS) | 320 Nm bei 2000/min      | automatisiertes 6-Gang-Getriebe EGS6 oder 6-Stufen-Automatikgetriebe     | 09/2006–08/2010 |
| HDI 150       | Dieselmotor | R4          | 1997 cm³ | 110 kW (150 PS) | 300 Nm bei 1750/min      | automatisiertes 6-Gang-Getriebe EGS6                                     | 07/2009–03/2013 |
| HDI 150       | Dieselmotor | R4          | 1997 cm³ | 110 kW (150 PS) | 340 Nm bei 2000/min      | 6-Gang-Schaltgetriebe                                                    | 07/2009–03/2013 |
| HDI 165       | Dieselmotor | R4          | 1997 cm³ | 120 kW (163 PS) | 340 Nm bei 2000/min      | 6-Stufen-Automatikgetriebe                                               | 09/2010–03/2013 |

- Alle Dieselmotoren haben serienmäßig einen Partikelfilter
- EGS6 (elektronisch gesteuertes Sechsgang-Getriebe)

## C4 Picasso/Grand Picasso (2013–2022)
Auf dem Genfer Auto-Salon im März 2013 wurde eine seriennahe Studie mit dem Namen Technospace präsentiert. Am 15. Juni 2013 kam dann die Serienversion der zweiten Generation des C4 Picasso in den Handel, zunächst als Fünfsitzer. Der Siebensitzer Grand C4 Picasso ist am 12. Oktober 2013 erschienen.
Das Fahrzeug nutzt die Efficient Modular Platform 2 (EMP2)-Plattform des PSA-Konzerns. Für die Karosserie werden hochfester Stahl und Aluminium verwendet.
Das Fahrwerk hat MacPhersons vorn und Verbundlenker hinten. Bei den Benzinmotoren wurden ab 2015 die PureTech-Motoren eingesetzt, die mehrfach mit dem Titel Engine of the Year ausgezeichnet wurden.
Im Herbst 2016 kam eine überarbeitete Version des C4 Picasso auf den Markt. Mit ihr war auch eine neue Einstiegsversion mit 81 kW (110 PS) verfügbar. Im Frühjahr 2018 erfolgte die Umbenennung in (Grand) C4 SpaceTourer. Im Herbst 2020 wurde die Produktion der kurzen Version eingestellt. Ende Juni 2022 wurde auch die Langversion eingestellt.

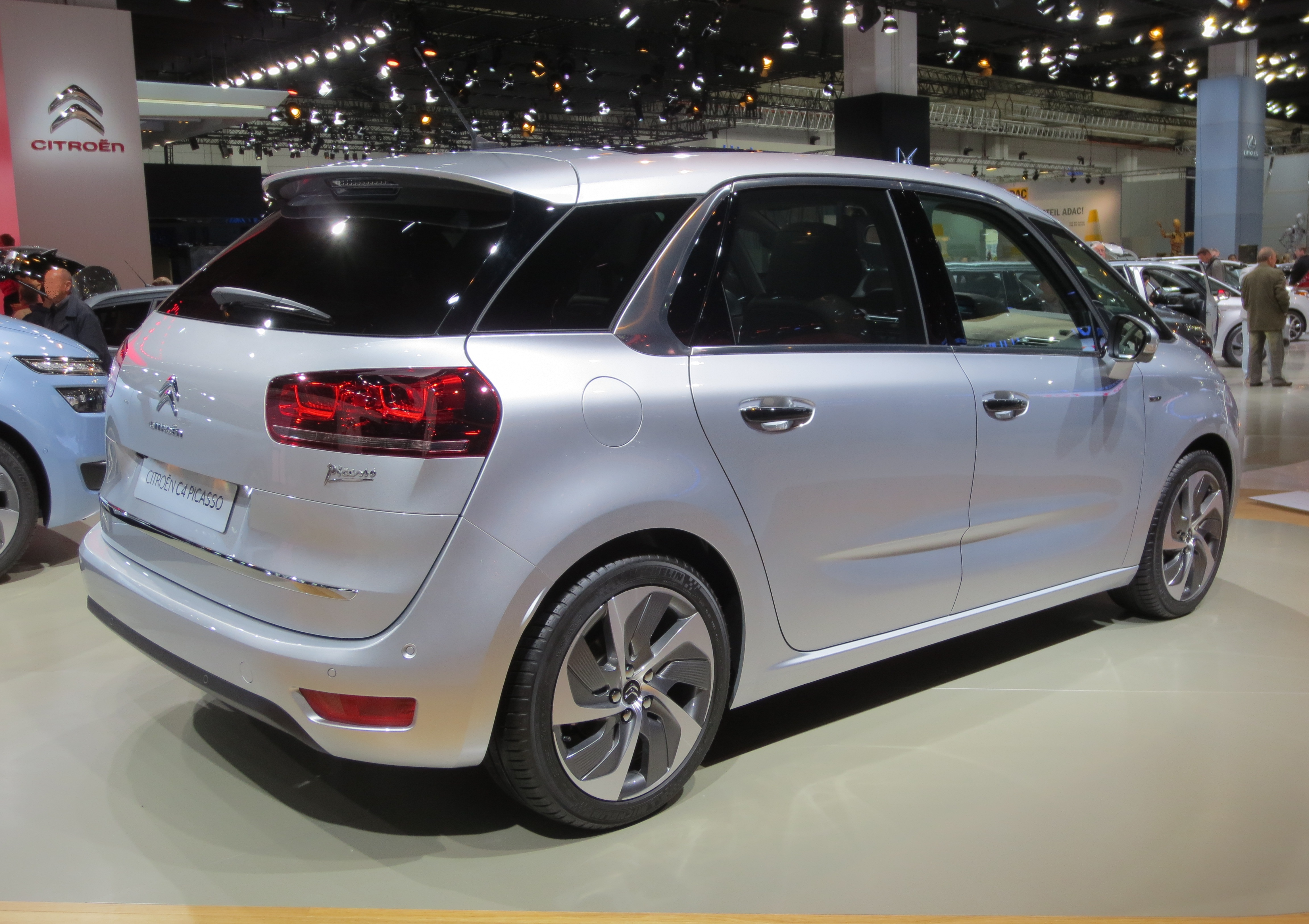
Heckansicht
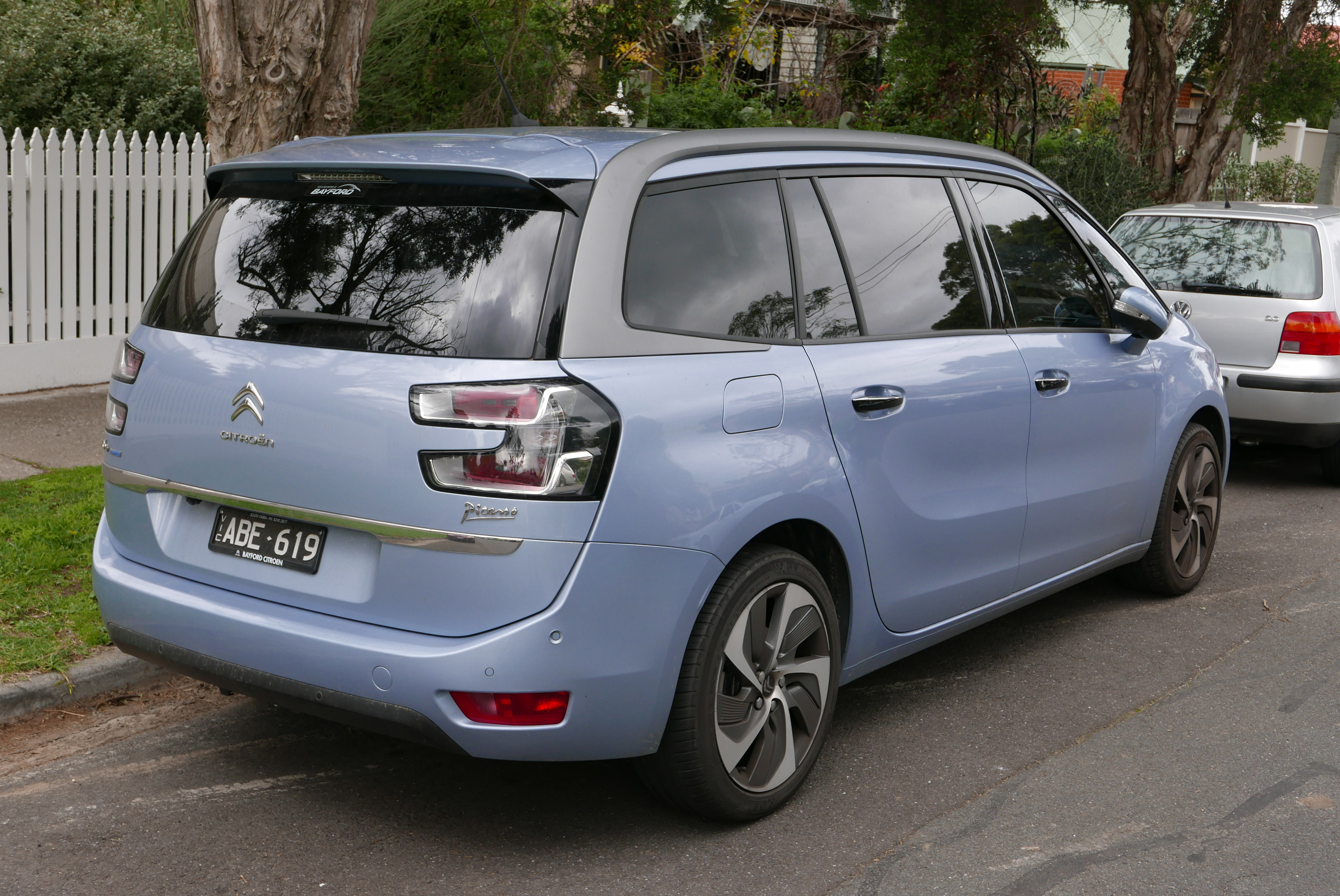
Citroën Grand C4 Picasso (2013–2016)
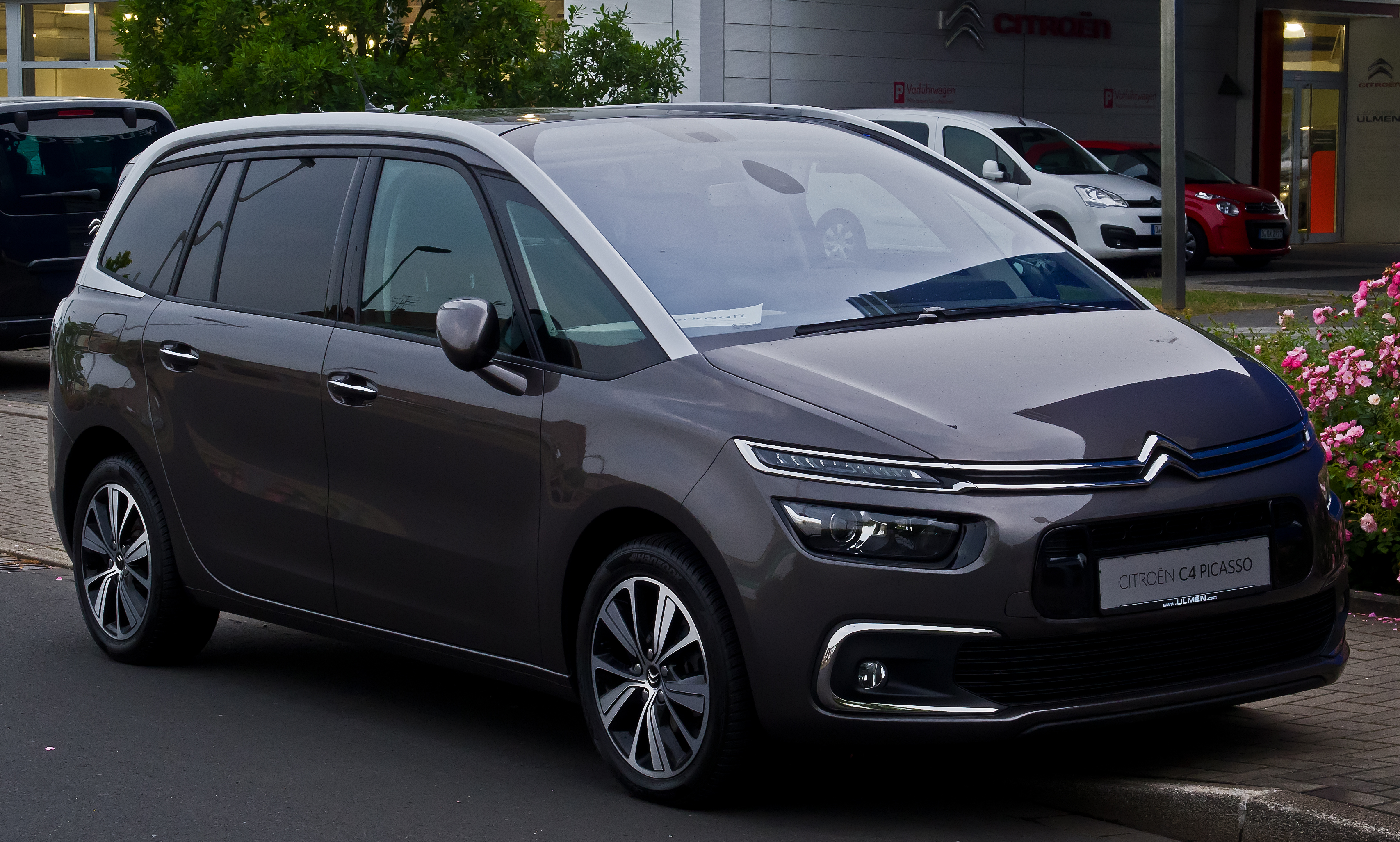
Citroën Grand C4 Picasso (2016–2018)
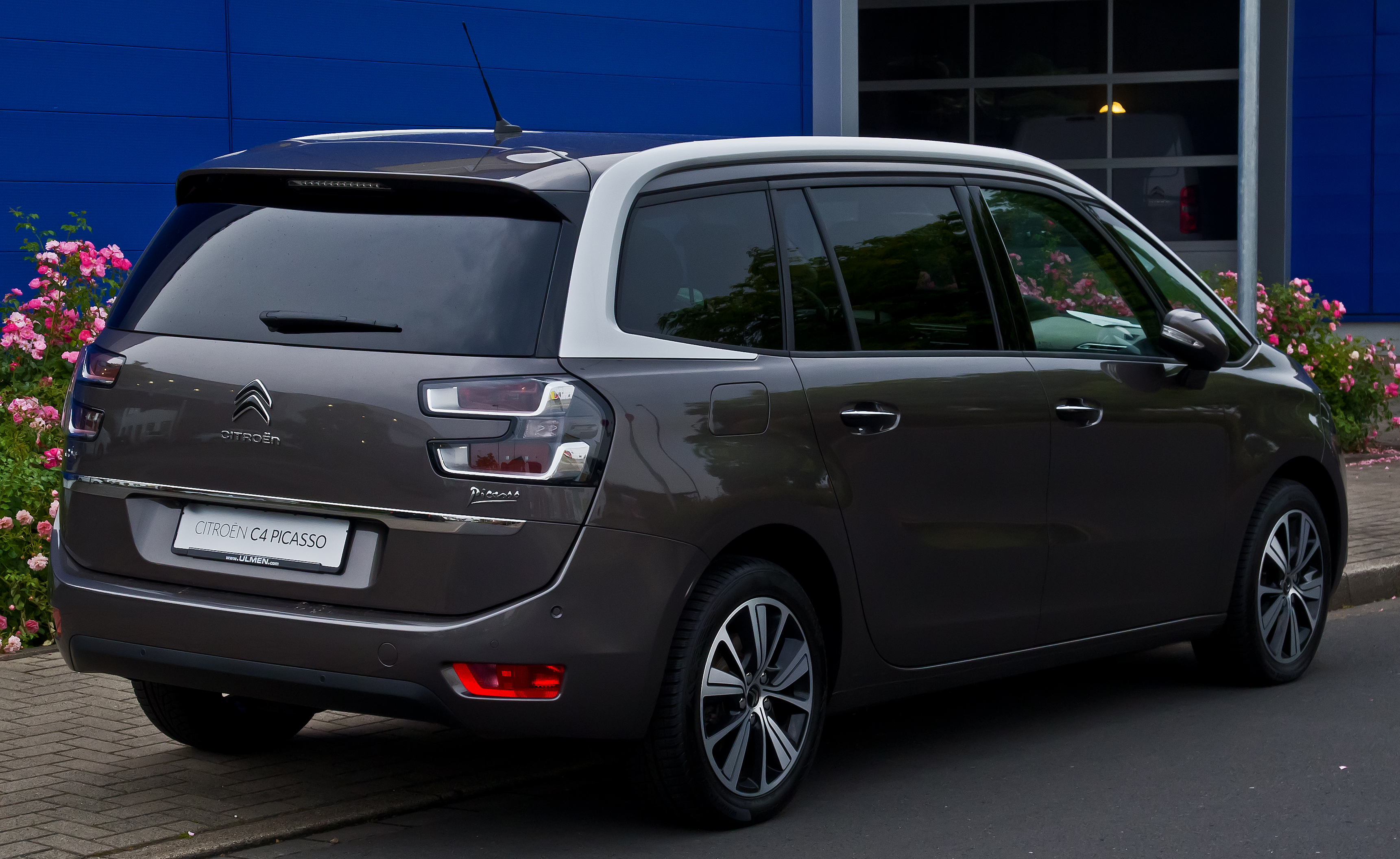
Heckansicht

### Technische Daten

#### Ottomotoren
| Kenngrößen                                 | 1.2 PureTech 110 (1)        | 1.2 PureTech 130            | 1.2 PureTech 130                | 1.2 PureTech 130 (2)            | 1.6 VTi 120                 | 1.6 THP 155                  | 1.6 THP 165                         |
| ------------------------------------------ | --------------------------- | --------------------------- | ------------------------------- | ------------------------------- | --------------------------- | ---------------------------- | ----------------------------------- |
| Bauzeitraum                                | 08/2016–05/2018             | 02/2015–08/2018             | 08/2018–07/2019                 | 07/2019–06/2022                 | 04/2013–11/2014             | 04/2013–11/2014              | 12/2014–08/2018                     |
| Motorkenndaten                             |                             |                             |                                 |                                 |                             |                              |                                     |
| Motorart                                   | Ottomotor                   | Ottomotor                   | Ottomotor                       | Ottomotor                       | Ottomotor                   | Ottomotor                    | Ottomotor                           |
| Motorbauart                                | R3                          | R3                          | R3                              | R3                              | R4                          | R4                           | R4                                  |
| Gemischaufbereitung                        | Benzindirekteinspritzung    | Benzindirekteinspritzung    | Benzindirekteinspritzung        | Benzindirekteinspritzung        | Saugrohreinspritzung        | Benzindirekteinspritzung     | Benzindirekteinspritzung            |
| Motoraufladung                             | Turbolader                  | Turbolader                  | Turbolader                      | Turbolader                      | –                           | Turbolader                   | Turbolader                          |
| Hubraum                                    | 1199 cm³                    | 1199 cm³                    | 1199 cm³                        | 1199 cm³                        | 1598 cm³                    | 1598 cm³                     | 1598 cm³                            |
| max. Leistung                              | 81 kW (110 PS) bei 5500/min | 96 kW (130 PS) bei 5500/min | 96 kW (130 PS) bei 5500/min     | 96 kW (131 PS) bei 5500/min     | 88 kW (120 PS) bei 6000/min | 115 kW (156 PS) bei 6000/min | 121 kW (165 PS) bei 6000/min        |
| max. Drehmoment                            | 205 Nm bei 1500/min         | 230 Nm bei 1750/min         | 230 Nm bei 1750/min             | 230 Nm bei 1750/min             | 160 Nm bei 4250/min         | 240 Nm bei 1400/min          | 240 Nm bei 1400/min                 |
| Kraftübertragung                           |                             |                             |                                 |                                 |                             |                              |                                     |
| Antrieb, serienmäßig                       | Vorderradantrieb            | Vorderradantrieb            | Vorderradantrieb                | Vorderradantrieb                | Vorderradantrieb            | Vorderradantrieb             | Vorderradantrieb                    |
| Getriebe, serienmäßig                      | 6-Gang-Schaltgetriebe       | 6-Gang-Schaltgetriebe       | 6-Gang-Schaltgetriebe           | 6-Gang-Schaltgetriebe           | 5-Gang-Schaltgetriebe       | 6-Gang-Schaltgetriebe        | 6-Stufen-Automatikgetriebe EAT6 (3) |
| Getriebe, optional                         | –                           | –                           | 8-Stufen-Automatikgetriebe EAT8 | 8-Stufen-Automatikgetriebe EAT8 | –                           | –                            | –                                   |
| Messwerte                                  |                             |                             |                                 |                                 |                             |                              |                                     |
| Höchstgeschwindigkeit                      | 187 km/h                    | 201 km/h                    | 200 km/h                        | 200 km/h                        | 187 km/h                    | 209 km/h                     | 210 km/h                            |
| Beschleunigung, 0–100 km/h                 | 12,8 s                      | 11,2–11,9 s                 | 10,5–11,2 s                     | 11,2 s                          | 13,7–14,6 s                 | 9,9–10,5 s                   | 9,3–10,0 s                          |
| Kraftstoffverbrauch auf 100 km, kombiniert | 5,1 l Super                 | 5,0 l Super                 | 5,1–5,2 l Super                 | 5,1 l Super                     | 6,3 l Super                 | 6,0–6,1 l Super              | 5,6 l Super                         |
| CO2-Emission, kombiniert                   | 115 g/km                    | 115–116 g/km                | 117–119 g/km                    | 115 g/km                        | 145 g/km                    | 139–142 g/km                 | 130 g/km                            |
| Abgasnorm nach EU-Klassifikation           | Euro 6                      | Euro 6                      | Euro 6d-TEMP                    | Euro 6d                         | Euro 5                      | Euro 5                       | Euro 6                              |

#### Dieselmotoren
| Kenngrößen                                 | 1.6 HDi 90                                     | 1.6 BlueHDi 100 (1)                            | 1.6 HDi 115                     | 1.6 BlueHDi 120                     | 1.5 BlueHDi 130                     | 1.5 BlueHDi 130 (2)             | 2.0 BlueHDi 150                     | 2.0 BlueHDi 160                 | 2.0 BlueHDi 160                 |
| ------------------------------------------ | ---------------------------------------------- | ---------------------------------------------- | ------------------------------- | ----------------------------------- | ----------------------------------- | ------------------------------- | ----------------------------------- | ------------------------------- | ------------------------------- |
| Bauzeitraum                                | 04/2013–11/2014                                | 02/2015–08/2018                                | 04/2013–03/2015                 | 12/2014–08/2018                     | 05/2018–07/2019                     | 07/2019–06/2022                 | 12/2013–08/2018                     | 04/2018–07/2019                 | 07/2019–06/2022                 |
| Motorkenndaten                             |                                                |                                                |                                 |                                     |                                     |                                 |                                     |                                 |                                 |
| Motorart                                   | Dieselmotor                                    | Dieselmotor                                    | Dieselmotor                     | Dieselmotor                         | Dieselmotor                         | Dieselmotor                     | Dieselmotor                         | Dieselmotor                     | Dieselmotor                     |
| Motorart                                   | R4                                             | R4                                             | R4                              | R4                                  | R4                                  | R4                              | R4                                  | R4                              | R4                              |
| Gemischaufbereitung                        | Common-Rail-Direkteinspritzung                 | Common-Rail-Direkteinspritzung                 | Common-Rail-Direkteinspritzung  | Common-Rail-Direkteinspritzung      | Common-Rail-Direkteinspritzung      | Common-Rail-Direkteinspritzung  | Common-Rail-Direkteinspritzung      | Common-Rail-Direkteinspritzung  | Common-Rail-Direkteinspritzung  |
| Motoraufladung                             | Turbolader                                     | Turbolader                                     | Turbolader                      | Turbolader                          | Turbolader                          | Turbolader                      | Turbolader                          | Turbolader                      | Turbolader                      |
| Hubraum                                    | 1560 cm³                                       | 1560 cm³                                       | 1560 cm³                        | 1560 cm³                            | 1499 cm³                            | 1499 cm³                        | 1997 cm³                            | 1997 cm³                        | 1997 cm³                        |
| max. Leistung                              | 68 kW (92 PS) bei 4000/min                     | 73 kW (99 PS) bei 3750/min                     | 85 kW (116 PS) bei 3600/min     | 88 kW (120 PS) bei 3500/min         | 96 kW (131 PS) bei 3750/min         | 96 kW (131 PS) bei 3750/min     | 110 kW (150 PS) bei 4000/min        | 120 kW (163 PS) bei 3750/min    | 120 kW (163 PS) bei 3750/min    |
| max. Drehmoment                            | 230 Nm bei 1750/min                            | 254 Nm bei 1750/min                            | 270 Nm bei 1750/min             | 300 Nm bei 1750/min                 | 300 Nm bei 1750/min                 | 300 Nm bei 1750/min             | 370 Nm bei 2000/min                 | 400 Nm bei 2000/min             | 400 Nm bei 2000/min             |
| Kraftübertragung                           |                                                |                                                |                                 |                                     |                                     |                                 |                                     |                                 |                                 |
| Antrieb, serienmäßig                       | Vorderradantrieb                               | Vorderradantrieb                               | Vorderradantrieb                | Vorderradantrieb                    | Vorderradantrieb                    | Vorderradantrieb                | Vorderradantrieb                    | Vorderradantrieb                | Vorderradantrieb                |
| Getriebe, serienmäßig                      | 5-Gang-Schaltgetriebe                          | 5-Gang-Schaltgetriebe                          | 6-Gang-Schaltgetriebe           | 6-Gang-Schaltgetriebe               | 6-Gang-Schaltgetriebe               | 6-Gang-Schaltgetriebe           | 6-Gang-Schaltgetriebe               | 8-Stufen-Automatikgetriebe EAT8 | 8-Stufen-Automatikgetriebe EAT8 |
| Getriebe, optional                         | automatisiertes 6-Gang-Schaltgetriebe EGS6 (3) | automatisiertes 6-Gang-Schaltgetriebe EGS6 (3) | 8-Stufen-Automatikgetriebe EAT8 | 6-Stufen-Automatikgetriebe EAT6 (4) | 6-Stufen-Automatikgetriebe EAT6 (4) | 8-Stufen-Automatikgetriebe EAT8 | 6-Stufen-Automatikgetriebe EAT6     | –                               | –                               |
| Messwerte                                  |                                                |                                                |                                 |                                     |                                     |                                 |                                     |                                 |                                 |
| Höchstgeschwindigkeit                      | 173–175 km/h                                   | 176 km/h                                       | 189 km/h                        | 189 km/h [188 km/h]                 | 198 km/h                            | 198 km/h                        | 210 km/h                            | 210 km/h                        | 210 km/h                        |
| Beschleunigung, 0–100 km/h                 | 14,5–16,3 s                                    | 14,3 s                                         | 13,9 s [14,4 s]                 | 12,6 s [12,5 s]                     | 11,1–12,5 s                         | 11,1–12,5 s                     | 10,4–11,1 s [11,5 s]                | 8,9–9,2 s                       | 9,2 s                           |
| Kraftstoffverbrauch auf 100 km, kombiniert | 4,2 l Diesel [3,8 l Diesel]                    | 3,8 l Diesel                                   | 4,0 l Diesel [4,0 l Diesel]     | 3,8 l Diesel [3,9 l Diesel]         | 4,0–4,1 l Diesel                    | 4,0–4,1 l Diesel                | 4,2–4,3 l Diesel [4,5–4,6 l Diesel] | 4,7–4,8 l Diesel                | 4,7 l Diesel                    |
| CO2-Emission, kombiniert                   | 110 g/km [98 g/km]                             | 99 g/km                                        | 105 g/km [104–105 g/km]         | 100 g/km [101 g/km]                 | 106–109 g/km                        | 106–109 g/km                    | 110–113 g/km [117–120 g/km]         | 123–128 g/km                    | 123 g/km                        |
| Abgasnorm nach EU-Klassifikation           | Euro 5                                         | Euro 6                                         | Euro 5                          | Euro 6                              | Euro 6d-TEMP                        | Euro 6d                         | Euro 6                              | Euro 6d-TEMP                    | Euro 6d                         |